# 민병성 (1890년)
민병성(閔丙晟, 1890년 5월 21일 ~ ?)은 일제강점기와 미군정기의 법조인, 법관으로, 호는 당암(棠庵), 본관은 여흥, 본적은 서울특별시 종로구 익선동이며 전라남도 해남군 출신이다. 미군정기 때 초대 검찰 차석검사, 청주지법 검사장을 역임했다.

## 생애
전라남도 해남군 황산면 원호리 출신이며 후일 경성으로 주소지를 옮겼다. 1914년 경성전수학교를 졸업한 뒤 장기간 조선총독부 검사로 근무했다. 학교 졸업 직후 대구지방법원 서기 겸 통역생으로 이력을 시작하여 1916년에는 고등관 8등의 해주지방법원 서흥지청 검사로 승진했다. 1918년에 해주지방법원 검사, 1922년에는 평양지방법원 검사를 지냈다.
1924년 1월 13일 부산지방법원 검사로 발령, 부산지방법원 진주지청 검사와 부산지방법원 본청 검사를 역임하다가 1930년에 경성지방법원 검사로 이동했다. 경성지방법원 검사를 지내던 1935년에 조선총독부가 시정 25주년을 기념하여 선정한 표창자 명단에 포함되어 있다. 1933년에 일본 정부로부터 훈5등 서보장을 받고 종5위에 서위되는 등 여러 차례 훈장을 받았다. 1936년 7월 2일 대구지방법원 검사국 검사로 부임하여 1941년까지 재직했다. 그해 경성지방법원 검사국으로 발령받았다. 창씨개명 당시에도 그는 창씨개명을 하지 않고 민병성이라는 본명을 그대로 사용했다. 경성복심법원 검사로 재직하던 1943년을 기준으로 정5위 훈4등에 서위되어 있었다. 1945년 광복 직후 9월 2일 미군정이 주둔하자 초대 미군정 대법원 차석검사로 임명됐다. 1946년 5월 16일에는 청주지방법원 검사장으로 부임했다.
2002년 발표된 친일파 708인 명단 판검사 부문과 2008년 공개된 민족문제연구소의 친일인명사전 수록예정자 명단 사법 부문에 모두 수록되었으며 2009년 친일반민족행위진상규명위원회가 발표한 친일반민족행위 705인 명단에도 포함되었다.

## 참고자료
- 민병성(閔丙晟) - 국사편찬위원회

| 전임 - | 제1대 미군정청 대법원 검사국 차석검사 1945년 9월 12일~1946년 5월 15일 | 후임 정문모 구자관 |